# Шерляга
Шерляга — посёлок в Троицко-Печорском районе Республики Коми. Входит в сельское поселение Мылва.
Находится на правом берегу реки Печоры, у впадения реки Средняя Ляга. Жилых домов всего 4, а раньше названия улиц были: например, Песчаная, Набережная и Лесная, сейчас 1 улица — Шерлягская.
Численность населения на 2012 год не более 20 человек.
Ориентировочно в 1950 году было образовано временное поселение, состоящее из людей, высланных из Воронежской обл.(раскулаченных), а также сосланных из Литвы, так называемых «лесных братьев». Основным занятием поселенцев было заготовка и молевой сплав древесины. Первым жильем Шерляги стали землянки, выкопанные на берегу Печоры
Имеется достопримечательность.
Дед Момон - Хранитель Шерляги.
Стоит на правом берегу реки Печоры на краю посёлка Шерляга(сплавная). Обращён на восток, дабы, на рассвете, просить солнце обогреть лучами Посёлок и его обитателей. Символизирует плодородие и достаток.
Считается, что если принести на курган Момона камень с берега реки, это принесёт удачу.

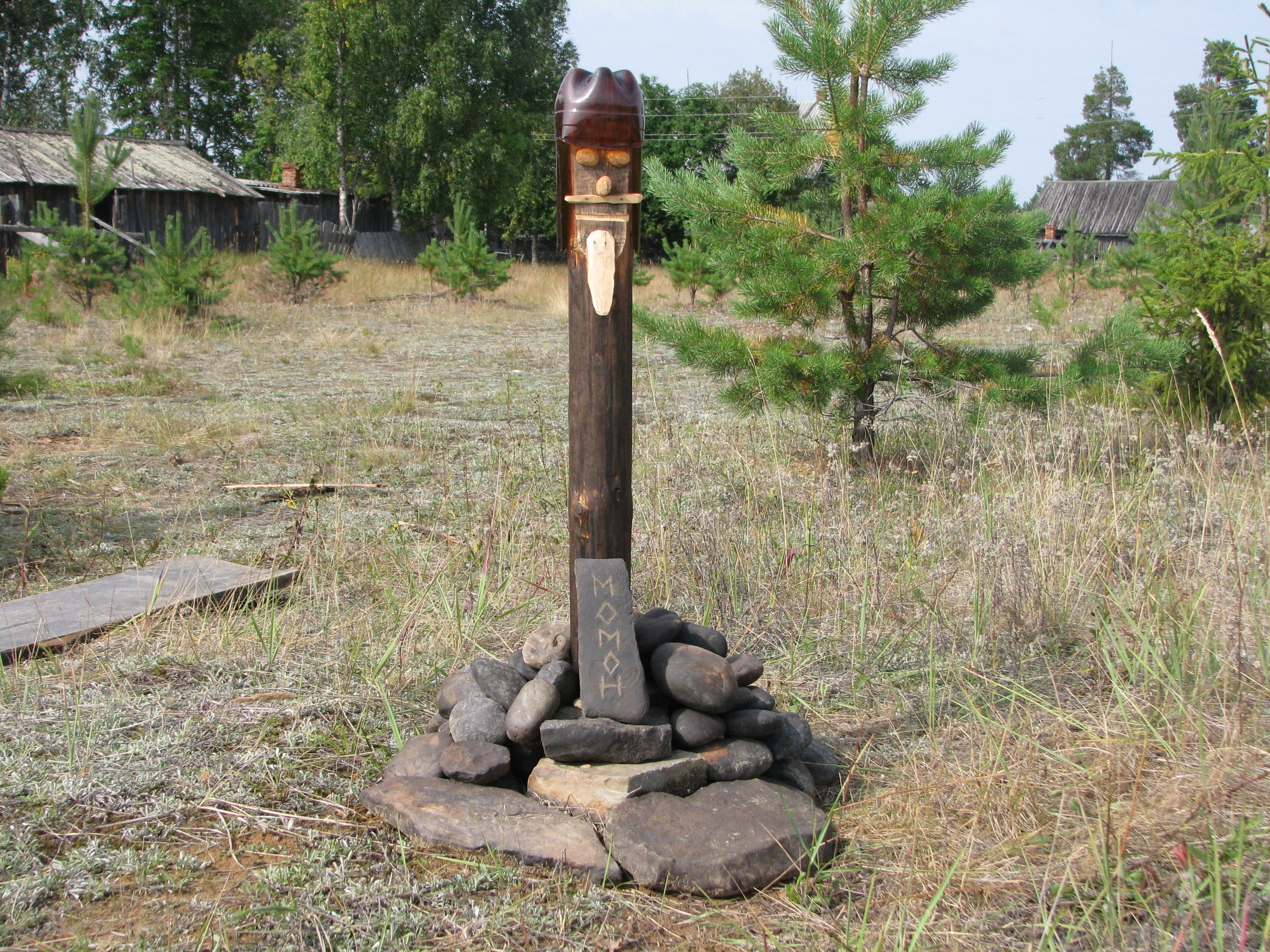

Сооружен в августе 2013 года.

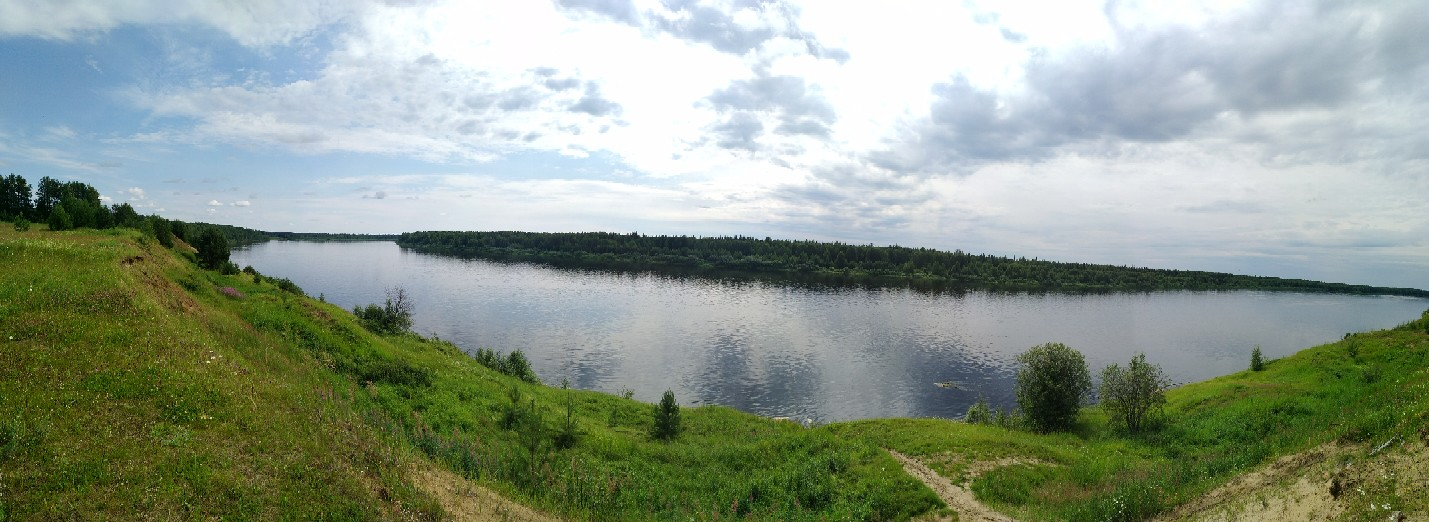